# POST Telecom
LuxGSM S.A., més coneguda com a POST Telecom és una empresa luxemburguesa que actuava com a operador de xarxa del Telèfon mòbil. Amb 250,000 abonats, és la xarxa més gran de Luxemburg.
Entre 2004 i 2009, LuxGSM era el soci nacional de Vodafone. Tanmateix, l'acord va acabar a principis de 2009, amb Tango reemplaçant LuxGSM com a soci nacional de Vodafone a Luxemburg. El seu capital era 100% propietat de P&TLuxembourg, una empresa pública que proporciona serveis postals i serveis de telecomunicacions. LuxGSM competia amb Tango i Luxemburg Orange (anteriorment VOX mobile). El 30 de setembre de 2013, P&TLuxembourg i LuxGSM es van fusionar en una sola marca, POST Telecom.